# منطقة وصاية كديري
منطقة وصاية كديري (بالإندونيسية: Kabupaten Kediri)‏ هي منطقة وصاية تقع في جاوة الشرقية بإندونيسيا. يقدر عدد سكانها في 2014 بـ 1,541,897 نسمة ومساحتها 1,386.05 كم2 .